# Гондола
Гондолата (на италиански: gondola) е лек плавателен съд, лодка, използвана предимно във Венеция, както и в увеселителни паркове.
Конструкцията и размерите ѝ са определени със закон още от XVIII век. Така например дължината на гондолата е 11,05 m, ширината – 140 cm, тежината – 900 фунта (приблизително 400 kg), дъното е плоско. Формата е асиметрична, носът и кърмата са повдигнати, за да може максимално да се намали контакта с водната повърхност. Отклонения от тази конструкция се допускат единствено при гондоли предназначени за церемониални случаи или например за спортни гондоли (така наречените gondola di regatta).
При направата ѝ се използват 9 дървесни вида, след което готовият корпус се покрива с няколко слоя специален черен лак. Гондолата е снабдена само с едно весло, което е продиктувано от тесните канали, в които в противен случай гондолите трудно биха могли да се разминават.
Гондолите могат да превозват най-много до шест души наведнъж като се допуска да имат и малка пътническа каюта за защита от слънце и дъжд.

## В летателни апарати
Гондола е термин, с който е наименувано помещението, предназначено за екипажа, товарите и съоръженията във въздухоплавателните средства по-леки от въздуха – балони и дирижабли. Този термин се използва в авиацията за обозначаване на част от конструкцията на самолети с повече от едно тяло. В двутелните самолети например има гондола за екипажа. Специално създадените обтекаеми конструкции за монтиране на двигателите на многомоторните самолети също се наричат мотогондоли. Обтекаеми конструкции, които се поставят допълнително външно под тялото на самолета, също носят такова наименование. Такива са допълнителните резервоари за гориво, допълнително монтираните гондоли за бомби, самолетни картечници или оръдия.